# Церква Різдва Пресвятої Богородиці (Баранівка)
Церква Різдва Пресвятої Богородиці в Баранівці — парафія і храм Бережанського благочиння Тернопільської єпархії Православної церкви України в селі Баранівка Тернопільського району Тернопільської области.
Оголошена пам'яткою архітектури місцевого значення.

## Історія церкви
На території села є храм Різдва Пресвятої Богородиці, збудований у 1906 році. Протягом тридцяти років він був закритим, але у 1989 році його відновили та відкрили для богослужінь. Дерев'яна дзвіниця, збудована у 1933 році, збереглася донині.
За служіння священника о. Андрія Фешанця храм набув ошатного вигляду та була збудована нова дзвіниця.
У селі встановлено пам'ятний хрест на честь скасування панщини та освячено символічну могилу УСС.

## Парохи
- о. Садовський,
- о. Кордуба,
- о. Мигоцький,
- о. Смулка,
- о. Олексій Блажків (1989-1999),
- о. Дмитро Рутковський (1999-2004),
- о. Андрій Фешанець (з 2004).